# Абу-л-Касим Бабур
Абул-Касим Бабур Мирза (1422—1457) — тимуридcкий правитель в Хорасане (1451—1457). Он был сыном Гияс-уд-дин Байсонкур ибн Шахруха, правнук Амира Тимура.

## Биография
После смерти сына Тимура Шахруха в 1447 году, в государстве Тимуридов развернулась борьба за власть. После гибель Мирзы Улугбека, в Мавераннахре власть захватил его сын Абдулатиф мирза, а Хорасан позже перешёл в руки внука Шахруха Абулькасима Бабура. Он правил в Хорасане с 1451 по 1457 год.
В 1454 году Абу-л-Касим Бабур вторгся Мавераннахр во владения тимурида Абу-Сеида, быстро осадил Самарканд. Конфликт между этими двумя тимуридами вскоре закончился, Амударья стала границей между двумя тимуридскими государствами.

## Смерть
После смерти Абу-л-Касим Бабур 21 января 1457 года междоусобицы обострились. Султан Ибрагим, сын Ала уд-Даулы, который содержался под стражей в Мазандаране, бежал и в сентябре 1457 года овладел Гератом. Против него выступил Абу-Сеид, которого поддержал правитель Балха Шейх-хаджи. На левом берегу Аму-Дарьи они разбили Ибрагима, который укрылся в Бахризе, и Абу-Сеид вступил в Герат 2 октября 1457 года, как законный правитель.